# قديسية
الفصيلة القديسية أو الغَردقية أو الرُّطْرِيطِيَّة أو قديسيات (باللاتينية: Zygophyllaceae) فصيلة نباتية من صف ثنائيات الفلقة تضم حوالي 250 نوعًا من الشجيرات والحشائش أهمها الشكاعة (باللاتينية: Fagonia) ونبات الحرمل قبل أن ينقل عام 1996 إلى الفصيلة الحرملية (باللاتينية: Nitrariaceae) (شيهان وتشيس، 1996).

## من أجناسها
- الجياك
- الرُّطْرِيط (باللاتينية: Zygophyllum)
- الشكاعة
- حسك (باللاتينية: Tribulus)
- الهجليج (باللاتينية: Balanites)
- الهرم